# Протва
Протва́ (рос. Протва) — річка в Московській і Калузькій областях Росії, ліва притока Оки. Довжина 282 км, площа басейну 4620 км². Витік розташовано на Смоленсько-Московській височині. Середня витрата води близько 25 м³/с. Повноводдя у квітні-травні (37 днів, 54 % річного стоку), річка вкрита льодом з листопада по квітень, весняний льодохід триває близько 8 днів.

## Назва
У літописах починаючи з 1147 року назва засвідчена як Поротва (у Книзі Великому Кресленню 1627 р. наведено акаючий варіант Поратва). За найбільш правдоподібною версією, гідронім має балтійське походження: з первісної форми Pratuva, Pratava. Закінчення -uva, -ava поширені в назвах річок Литви і Латвії (Даугава, Мітува), де мають значення «річка». Щодо першої складової гідроніма порот-, то її гіпотетично пов'язують з індоєвропейським коренем *pr̥t- («прохід, ворота», пор. лат. porta).

## Міста
- Верея
- Боровськ
- Обнінськ
- Протвіно[2]

## Визначні місця
На річці Протва розташовано Панфутьєв-Боровський монастир, де були ув'язнені протопоп Аввакум та бояриня Морозова.

### Притоки
(відстань від гирла, вказана довжина найбільших приток)
- 18 км: Боровна (лв)
- 24 км: річка без назви (лв)[4]
- 43 км: Іча (пр)
- 46 км: Аложа (лв)
- 66 км: Угодка (лв)
- 72 км: Дирочна (лв)
- 82 км: Лужа (пр)
- 119 км: Істерьма (лв)
- 130 км: Боринка (лв)
- 137 км: Ісьма (лв)
- 151 км: Межиха (пр)
- 154 км: Руть (пр)
- 204 км: Мжут (лв)
- (? км) км: Роженка (пр)[5]
- (? км) км: Коняженка (пр)[5]
- 243 км: Берега (пр)
- 244 км: Карженка (лв)
- 255 км: Пісочна (пр)
- 266 км: Протовка (пр)